# Драго Диклић
Драго Диклић (Сињ, 28. новембар 1937) југословенски и хрватски је композитор и интерпретатор џез и забавне музике.

## Биографија
Диклић је рођен у Сињу, 28. новембра 1937. године од оца Србина православца (из мешовитог српско-хрватског брака) из Орловца код Оточца и мајке Хрватице католкиње. Изјашњава се као Хрват католик.
Певањем је одлучио да се бави средином 50-их година прошлог века, на матурској вечери, слушајући Стјепана Џимија Станића како пева. Тада су се на плесним вечерима свирли и слушали: џез, свинг и евергин музика. Певачки узори тог времена били су: Френк Синатра, Нет Кинг Кол, Дин Мартин, од домаћих певача Иво Робић, уосталом као и многим младим певачима тог времена. Као баритон - саксофониста био је у саставу Звонимира Скерла Continental stars и у тој улози наступао пo целој Европи као и по северној Африци. По повратку у Загреб, са већ стеченим искуством, почео је и да пева џез музику. Прве музичке успехе доживљава на југословенском џез фестивалу у Бледу, где је наступао као солиста, наредне године као инструменталиста, а потом и са властитим ансамблом. Био је и чест гост Џез оркестра Радио - телевизије Београд. Ипак, на крају важно је напоменути његов немерљив допринос популарној, забавној музици. Песме: Још само вечерас, Опрости, волим те, Опет си плакала, Ја ти дајем све, су неки од врхунаца југословенске и хрватске забавне музике.
2011. године, добио је награду Порин за животно дело.

## Фестивали
Југословенски џез фестивал, Блед:
- I'm gonna go fishing / Broadway, '62

Опатија:
- Опрости, волим те (алтернација са Сенком Велетанлић), победничка песма, '63
- Пољевачи улица (алтернација са АрсеномДедићем), '63
- Нитко на свијету неће те вољети као ја (алтернација са Габи Новак), '64
- Не буди тужна вечерас (алтернација са Крстом Петровићем) / Моја тајна (алтернација са Ладом Лесковаром), '65
- Стара реко, '73

Београдско пролеће:
- Никад се не зна, '64
- Марија, '70

Загреб:
- Дођи, олујо, '62
- Нијеми осмијех (алтернација са Мајдом Сепе) / Још само вечерас (алтернација са Надом Кнежевић), награда стручног жирија Вечерњег листа, '63
- Наши дани (алтернација са Габи Новак), '63
- Измјенила си се / Дим, '64
- Укрштене речи (алтернација са Сенком Велетанлић), '65
- Зашто овај дан не траје (алтернација са Габи Новак), '65
- Дај ми нешто, '67
- Игра живота, награда стручног жирија, '69
- Свијет је твој, '70
- Опет си плакала, '74
- Ритам корака, '83
- Ја ти дајем све, '84
- Marie, Marie, '88
- Мари, Мари, '96
- Загреб је најљепши град (Гост ревијалног дела фестивала и добитник Признања за посебан допринос Загребачком фестивалу), 2023

Крапина:
- Где си, мој пријател. '78
- Все кар ву срцу ми лежи, '81
- За старинску хижу, '82
- Загорје моје, так имам те рад, '87

Интернационални сусрет џез музичара Наисус џез, Ниш:
- If I had a Hammer, '86